# Curling-Europameisterschaft 1977
Die Curling-Europameisterschaft 1977 der Männer und Frauen fand vom 22. bis 26. November in Oslo in Norwegen statt.
Diese EM wurde, als bislang einzige, in Turnierform ausgetragen.

## Turnier der Männer

### Teilnehmer
| Dänemark                                                                                                | Deutschland                                                                               | England                                                                                    |
| --- | ----------------------------------------------------------------------------------------- | ------------------------------------------------------------------------------------------ |
| Skip: Jørn Blach Third: Freddy Bartelsen Second: Bent Jørgensen Lead: Antonny Hinge                     | Skip: Hans Jörg Herberg Third: Sigi Heinleg Second: Wolfgang Metzeler Lead: Franz Schmidt | Skip: Ronald D. Thornton Third: John D. Kerr Second: Tony Atherton Lead: Tony Fraser       |
| Frankreich                                                                                              | Italien                                                                                   | Niederlande                                                                                |
| Skip: André Tronc Third: Jean-Louis Sibuet Second: Gaby Ronchis Lead: Jean-Francois OrsetTony Träskelin | Skip: Giuseppe Dal Molin Third: Giancarlo Valt Second: Enea Pavani Lead: Ivo Lorenzi      | Skip: Eric Harmsen Third: Robert Harmsen Second: Jack De Meyere Lead: Arthur Taudin-Scabot |
| Norwegen                                                                                                | Schweden                                                                                  | Schweiz                                                                                    |
| Skip: Sjur Loen Third: Morten Søgaard Second: Dagfinn Loen Lead: Roar Rise                              | Skip: Ragnar Kamp Third: Björn Rudström Second: Håkan Rudström Lead: Christer Mårtensson  | Skip: Paul Hofer Third: Dieter Kraft Second: Walter Glaser Lead: Bruno Schallberger        |
| Schottland                                                                                              |                                                                                           |                                                                                            |
| Skip: Ken Horton Third: Willie Jamieson Second: Keith Douglas Lead: Richard Harding                     |                                                                                           |                                                                                            |

### Resultate
| Draw | Begegnung                   | Resultat | Begegnung                 | Resultat | Begegnung                 | Resultat | Begegnung                   | Resultat | Begegnung                    | Resultat |
| ---- | --------------------------- | -------- | ------------------------- | -------- | ------------------------- | -------- | --------------------------- | -------- | ---------------------------- | -------- |
| 1    | Schweden – Dänemark         | 11-5     | Frankreich – Norwegen     | 7-4      | Italien – Niederlande     | 12-4     | Schottland – BR Deutschland | 8-2      | Schweiz – England            | 10-6     |
| 2    | BR Deutschland – Frankreich | 7-6      | Italien – England         | 9-6      | Schottland – Dänemark     | 7-5      | Norwegen – Schweiz          | 8-5      | Schweden – Niederlande       | 18-5     |
| 3    | Italien – Norwegen          | 10-7     | Schottland – Niederlande  | 15-3     | BR Deutschland – Schweiz  | 4-3      | Schweden – England          | 15-3     | Frankreich – Dänemark        | 10-2     |
| 4    | Schweiz – Niederlande       | 15-6     | Schweden – BR Deutschland | 6-1      | England – Frankreich      | 9-6      | Italien – Dänemark          | 7-6      | Norwegen – Schottland        | 10-4     |
| 5    | Schottland – Italien        | 8-2      | Schweiz – Dänemark        | 12-5     | Norwegen – Niederlande    | 5-3      | BR Deutschland – England    | 9-3      | Schweden – Frankreich        | 12-5     |
| 6    | Frankreich – Niederlande    | 12-4     | Norwegen – England        | 18-4     | Dänemark – BR Deutschland | 10-3     | Schweden – Schottland       | 5-3      | Schweiz – Italien            | 8-5      |
| 7    | BR Deutschland – Norwegen   | 4-2      | Dänemark – Niederlande    | 11-3     | Schweden – Italien        | 11-3     | Frankreich – Schweiz        | 8-7      | Schottland – England         | 18-3     |
| 8    | Schweden – Schweiz          | 10-7     | BR Deutschland – Italien  | 8-1      | Schottland – Frankreich   | 12-6     | England – Niederlande       | 11-4     | Norwegen – Dänemark          | 7-5      |
| 9    | Dänemark – England          | 16-3     | Schottland – Schweiz      | 8-5      | Schweden – Norwegen       | 7-6      | Italien – Frankreich        | 8-7      | BR Deutschland – Niederlande | 9-1      |

### Endstand
| Platz | Land           |
| ----- | -------------- |
| 1     | Schweden       |
| 2     | Schottland     |
| 3     | BR Deutschland |
| 4     | Italien        |
| 5     | Norwegen       |
| 6     | Frankreich     |
| 7     | Schweiz        |
| 8     | Dänemark       |
| 9     | England        |
| 10    | Niederlande    |

## Turnier der Frauen

### Teilnehmer
| BR Deutschland                                                                               | Frankreich                                                                                 | England                                                                                          |
| -------------------------------------------------------------------------------------------- | ------------------------------------------------------------------------------------------ | ------------------------------------------------------------------------------------------------ |
| Skip: Renate Grüner Third: Valentina Fischer-Weppler Second: Irmi Wagner Lead: Traudl Krämer | Skip: Paulette Sulpice Third: Suzanne Parodi Second: Erna Gay Lead: Francoise Duclos       | Skip: Janette Forrest Third: Enid Logan Second: Mary Aitchison Lead: Dorothy Shell               |
| Italien                                                                                      | Norwegen                                                                                   | Schweden                                                                                         |
| Skip: Maria-Grazzia Lacedelli Third: Tea Valt Second: Ann Lacedelli Lead: Marina Pavani      | Skip: Bente Hoel Third: Herborg Pettersen Second: Åse Wilhelmsen Lead: Anne Sofie Bjaanaes | Skip: Elisabeth Branäs Third: Eva Rosenhed Second: Britt-Marie Ericson Lead: Anne-Marie Ericsson |
| Schweiz                                                                                      | Schottland                                                                                 |                                                                                                  |
| Skip: Nicole Zloczower Third: Rose Marie Steffen Second: Ebe Beyeler Lead: Nelly Moser       | Skip: Betty Law Third: Bea Dodds Second: Margaret Paterson Lead: Margaret Cadzow           |                                                                                                  |

### Resultate
| Draw | Begegnung                   | Resultat | Begegnung                 | Resultat | Begegnung                | Resultat | Begegnung                   | Resultat |
| ---- | --------------------------- | -------- | ------------------------- | -------- | ------------------------ | -------- | --------------------------- | -------- |
| 1    | Schottland – Italien        | 9-7      | Schweiz – Frankreich      | 10-8     | England – Norwegen       | 10-9     | Schweden – BR Deutschland   | 9-7      |
| 2    | Schweden – England          | 15-5     | Schottland – Norwegen     | 16-3     | Frankreich – Italien     | 11-10    | Schweiz – BR Deutschland    | 15-2     |
| 3    | Frankreich – Norwegen       | 13-7     | England – BR Deutschland  | 8-6      | Schweden – Schottland    | 6-4      | Schweiz – Italien           | 10-2     |
| 4    | Schweiz – England           | 9-4      | Norwegen – Italien        | 8-7      | Schweden – Frankreich    | 9-4      | Schottland – BR Deutschland | 10-6     |
| 5    | BR Deutschland – Frankreich | 11-6     | Schweden – Italien        | 8-3      | England – Schottland     | 6-5      | Schweiz – Norwegen          | 7-5      |
| 6    | Schweden – Norwegen         | 11-2     | Frankreich – England      | 15-4     | Italien – BR Deutschland | 9-8      | Schweiz – Schottland        | 10-8     |
| 7    | Italien – England           | 13-2     | Norwegen – BR Deutschland | 9-5      | Schottland – Frankreich  | 7-6      | Schweden – Schweiz          | 7-4      |

### Endstand
| Platz | Land           |
| ----- | -------------- |
| 1     | Schweden       |
| 2     | Schweiz        |
| 3     | Schottland     |
| 4     | Frankreich     |
| 5     | England        |
| 6     | Norwegen       |
| 7     | Italien        |
| 8     | BR Deutschland |